# 벡슬리구
벡슬리구(London Borough of Bexley)는 런던의 구 중 하나이다. 남쪽으로는 브롬리구, 서쪽으로는 그리니치 왕립구, 북쪽으로는 템스강을 너머 해이버링 구, 바킹 대거넘구와 마주하며 북동쪽으로는 에식스 주의 서록 구와 살짝 맞닿아 있다. 또 동쪽으로는 다트퍼드구, 남동쪽으로는 세븐오크스구와 경계를 이루는데 둘 모두 켄트 전례주에 속해 있다.
벡슬리 구는 템스 게이트웨이의 지역에 속하며 도시 재개발 우선순위 지역으로 지정되어 있다. 지역 행정은 벡슬리 구의회가 맡고 있다.

## 인구
| 연도                                     | 인구    | ±%     |
| ---------------------------------------- | ------- | ------ |
| 1801                                     | 4,165   | —      |
| 1811                                     | 5,164   | +24.0% |
| 1821                                     | 6,279   | +21.6% |
| 1831                                     | 7,725   | +23.0% |
| 1841                                     | 9,616   | +24.5% |
| 1851                                     | 10,963  | +14.0% |
| 1861                                     | 16,477  | +50.3% |
| 1871                                     | 21,991  | +33.5% |
| 1881                                     | 27,505  | +25.1% |
| 1891                                     | 35,728  | +29.9% |
| 1901                                     | 46,904  | +31.3% |
| 1911                                     | 61,582  | +31.3% |
| 1921                                     | 77,747  | +26.2% |
| 1931                                     | 98,160  | +26.3% |
| 1941                                     | 139,861 | +42.5% |
| 1951                                     | 199,297 | +42.5% |
| 1961                                     | 208,138 | +4.4%  |
| 1971                                     | 217,375 | +4.4%  |
| 1981                                     | 214,352 | −1.4%  |
| 1991                                     | 219,422 | +2.4%  |
| 2001                                     | 218,307 | −0.5%  |
| 2011                                     | 231,997 | +6.3%  |
| Source: A Vision of Britain through time |         |        |